# Danneel Harris
 Der er for få eller ingen kildehenvisninger i denne artikel, hvilket er et problem. Du kan hjælpe ved at angive troværdige kilder til de påstande, som fremføres i artiklen.

Danneel Ackles (født Elta Danneel Graul 18. marts 1979), bedre kendt under sit kunstnernavn Danneel Harris, er en amerikansk skuespillerinde, kendt blandt andet for sin rolle, Rachel Gatina, i tv-serien One Tree Hill og som Kumars ekskæreste i "Harold & Kumar Escape from Guantanamo Bay".

## Udvalgt filmografi
- Harold & Kumar Escape from Guantanamo Bay - Vanessa Fanning (2008)
- The Back-Up Plan - Olivia (2010)

### Tv-serier
- Joey - Katie Harper (sæson 1, episode 10-13; 2004-2005)
- Heksene fra Warren Manor - "Glamoured" Paige Matthews (sæson 7, episode 22; 2005)
- One Tree Hill - Rachel Gatina (52 episoder (Sæson 3-7))

## Privatliv
Den 9. november 2009 blev det annonceret, at hun og hendes kæreste igennem tre år, skuespilleren Jensen Ackles – mest kendt som Dean Winchester fra tv-serien Supernatural – var forlovet. Den 15. maj 2010 blev de gift, og Danneel fødte parrets første barn, Justice Jay Ackles, den 30. maj 2013. Den 2. december 2016, fødte hun parrets tvillinger, Zeppelin Bram og Arrow Rhodes, en dreng og en pige.